# Florida Afuera
Florida Afuera es un barrio ubicado en el municipio de Barceloneta, en el estado libre asociado de Puerto Rico. Según el censo de 2020, tiene una población de 14 564 habitantes.

## Geografía
El barrio está ubicado en las coordenadas 18°25′16″N 66°32′59″O / 18.42111, -66.54972 (18.421003, -66.54974). Según la Oficina del Censo de los Estados Unidos, Florida Afuera tiene una superficie de 25,56 km² y 0,003 km² de agua.

## Demografía
Según el censo de 2020, hay 14 564 personas residiendo en Florida Afuera. La densidad de población es de 569,8 hab./km². El 14.46% son blancos, el 3.42% son afroamericanos, el 0.44% son amerindios, el 0.08% son asiáticos, el 0.03% son isleños del Pacífico, el 21.55% son de otras razas y el 60.02% son de una mezcla de razas. Del total de la población, el 99.57% son hispanos o latinos de cualquier raza.